# Жаслык (тюрьма)
Жаслы́к (официальное наименование — Специализированная колония по исполнению наказания (СКИН) № 19 МВД Республики Каракалпакстан) — тюрьма в северо-западной части Узбекистана, известная жестоким обращением и применяемыми там пытками в отношении находящихся там заключенных. Расположена около одноимённого посёлка городского типа в Кунградском районе Каракалпакстана (300 км от Нукуса, 180 км от Кунграда).
2 августа 2019 года президент страны Шавкат Мирзиёев своим постановлением инициировал процесс ликвидации тюрьмы.

## История создания
Колония (УЯ 64/71) была построена в 1999 году на месте бывшего советского полигона химического оружия. «Жаслык» (что на каракалпакском языке значит «молодость») получил свое название в честь одноименной близлежащей деревни. Этот отдаленный и пустынный район Узбекистана, где нет автомобильных дорог и куда можно проехать только по железной дороге, известен своим суровым климатом, так как летом температура воздуха здесь поднимается свыше +50 градусов, а зимой опускается ниже −20.
Большинство находящихся в тюрьме заключенных — члены запрещенных государством религиозных организаций, а также ряд противников режима, обвиняемых в покушении на конституционный строй. С самого начала создания колонии сюда попадали самые опасные оппоненты режима Ислама Каримова. В Жаслыке в 2013 году находилось около 7000 заключенных, тогда как десятью годами ранее их было чуть более 500.

## Структура и условия содержания
По словам главы МВД Узбекистана Пулата Бабаджанова, колония была рассчитана на 1100 мест.

## Пытки, применявшиеся к заключенным
В период существования тюрьмы Жаслык здесь применялись жестокие и изощренные пытки. В результате таких пыток 2002 году в этой тюрьме погибли два заключенных — Хусниддин Алимов и Музаффар Авазов. По заключениям врачей, их смерть наступила в результате нечеловеческих пыток – около 60-70% поверхности их тел были обожжены, что могло быть следствием только погружения в кипяток. Также у погибшего Авазова были зафиксированы кровавая рана на затылке и крупные синяки на лбу и шее, а на пальцах не было ногтей. Посетивший после их смерти Узбекистан представитель ООН зафиксировал эти факты. Докладчик ООН по итогам визита сделал вывод, что пытки в этой тюрьме являются обычным делом.
После этого докладчикам ООН по вопросам пыток власти Узбекистана запретили посещать тюрьмы страны.
Согласно собранным в 2012 году Кыргызской службой Радио «Свобода» (Радио «Азаттык») воспоминаниям бывших заключенных, в тюрьме «Жаслык» применялись пытки электрическим током, сексуальное насилие, выдергивание ногтей, голод.
По воспоминаниям подвергавшихся пыткам, тюрьма «Жаслык» 
 была настоящим адом для заключенных. Их били по пяткам резиновыми дубинками, в наручниках подвешивали на специальную перекладину из арматуры. Хуже всего было, когда наматывали арматуру тряпкой и избивали так, что тряслись внутренние органы».

Для пущего издевательства палачи пытали заключенных под патриотическую песню «Узбегим» («мой узбекский народ»), которая навсегда осталась в их памяти о страшных годах пребывания в тюрьме «Жаслык».

### 2002 год
- Хусниддин Алимов. Причина смерти, по заключению врачей — сварен в кипятке[2][5].
- Музаффар Авазов. Причина смерти, по заключению врачей — сварен в кипятке[2][5][12].

## Доклад ООН 2002 года
В 2002 году Специальный докладчик ООН по вопросу о пытках Тео ван Бовен совершил поездку в «Жаслык».
Он заявил, что «Правительство должно срочно рассмотреть вопрос о закрытии колонии „Жаслык“, которая даже просто по своему расположению создает условия содержания, равносильные жестокому, бесчеловечному и унижающему достоинство обращению или наказанию».
Ван Бовен пожаловался на то, что узбекские чиновники создавали серьёзные препятствия во время проверки, не давая ему возможности досконально изучить условия содержания в тюрьме.

## Закрытие
2 августа 2019 года президент Узбекистана Шавкат Мирзиёев подписал постановление о ликвидации тюрьмы.
По информации, озвученной Пулатом Бабаджановым, на момент закрытия в Жаслыке содержалось 395 заключенных, из них 10 % — осужденных за религиозный экстремизм.